# ISO 3166-2:SO
Kódy ISO 3166-2 pro Somálsko identifikují 18 regionů (stav v roce 2015). První část (SO) je mezinárodní kód pro Somálsko, druhá část sestává ze dvou písmen identifikujících region.

## Seznam kódů
```
SO-AD Awdal (Borame)
SO-BK Bakool (Xuddur)
SO-BN Banaadir (
Mogadišo
)
SO-BR Bari (Boosaaso)
SO-BY Bay (Baydhabo)
SO-GD Gedo (Garbahaarreey)
SO-GG Galguduud (Dhuusa Mareeb)
SO-HR Hiiraan (Beledweyne)
SO-JD Jubbada Dhexe (Bu'aale)
SO-JH Jubbada Hoose (Kismaayo)
SO-MD Mudug (Galkacyo)
SO-NG Nugaal (Garoowe)
SO-SD Shabeellaha Dhexe (Jawhar)
SO-SG Sanaag (Ceerigaabo)
SO-SH Shabeellaha Hoose (Marka)
SO-SL Sool (Laascaanood)
SO-TG Togdheer (Burco)
SO-WG Woqooyi Galbeed (Hargeisa)
```